# Juana Elena Blanco
Juana Elena Blanco (Rosario, provincia de Santa Fe, Argentina, 13 de agosto de 1863 - † íd. 30 de enero de 1925) fue una educadora , referente de la escuela activa  y filántropa argentina.
Blanco fue una de las primeras graduadas en la Escuela Normal de Rosario (fundada en 1879). A pronto de recibirse comienza a ejercer la docencia en ambientes económicamente precarios, a partir de ahí surge la idea de crear una institución de socorro a la niñez. La cual se crea el 25 de septiembre de 1905, bajo el nombre de "Sociedad Protectora de la Infancia Desvalida". Su fin era alejar al niño de toda influencia que pudiera afectar negativamente su conducta.
En 1906 funda una escuela-taller que en 1912 logra tener edificio propio. En 1917 levanta otra sobre terrenos donados por el Dr. Rafael Calzada.
Estas escuelas, más la colonia de vacaciones de Carcarañá, que también se creó gracias al empuje de Juana Elena Blanco en 1920, cumplieron con la misión que soñó su fundadora durante muchos años.
Fallece en Rosario en 1925 y sus restos fueron depositados en el Cementerio El Salvador de la misma ciudad, en un mausoleo que fue costeado con el aporte popular como agradecimiento a la labor de la educadora por la niñez desvalida. Tal como lo recoge una reseña histórica de 1930, a cinco años de su muerte, que ocurrió cuando sólo tenía 59 años, escribió la periodista Silvia Carafa en su artículo "Juana Elena Blanco, la maestra rosarina de los niños pobres".
El educador Ovide Menin (fallecido en enero de 2015) describe a Juana Elena Blanco como una educadora de avanzada para la época: "Su filosofía es el respeto a la participación activa del niño en el proceso de aprendizaje". Una idea concebida a la luz del positivismo de ese entonces. Es de avanzada si se piensa que en ese momento el concepto de niño era el del niño quieto. La Escuela Activa admite el movimiento en el chico, de alguien que participa activamente, y donde el trabajo manual adquiere relevancia. Dicho ahora parece una simpleza, pero para aquel entonces, para la escuela del silencio, del permiso que el chico debía pedir constantemente para moverse y hablar, era revolucionario".

## Homenajes

### Eponimia
Una calle y una escuela técnica de la ciudad argentina Rosario, llevan su nombre.